# Зачало
Зачало (грец. περικοπή — перікопи — «щось відокремлене з усіх боків») — пронумеровані фрагменти текстів Євангелія та Апостола, на які вони розділені для прочитання при здійсненні богослужінь. Всі євангельські зачала в залежності від авторства поділені окремо одне від одного, на відміну від апостольських. Так в Євангелії від Матфея — 116 зачал, від Марка — 71 зачало, від Луки — 114 зачал, від Іоана — 67.

## Поділ
Євангельські зачала, які читаються щодня протягом року за Божественною літургією є точно окреслене коло. За характером читань воно розбивається на три цикли:
- перший містить в собі зачала Неділь і седмиць від Святої Пасхи до П'ятдесятниці;
- другий починається від першої Неділі після П'ятдесятниці і продовжується до Великого посту;
- третій цикл включає в себе євангельські зачала, які виголошуються в Неділі та седмиці Великого посту.

### Перший цикл
Перший цикл річного кола недільних літургійних євангельських читань обіймає читання восьми Неділь: Святої Пасхи, про Фому, про святих жінок-мироносиць, про розслабленого, про самарянку, про сліпого, святих отців 1-го Вселенського Собору, П'ятдесятниці.
Читання цих Неділь представляють наочний доказ особливого підбору євангельських читань для недільних днів. У недільні дні згадуються деякі події і особи, які стверджують спасительну звістку Воскресіння.
У Неділю Святої Пасхи читається зачало 1 від Іоанна. У ньому викладається вчення про Бога Слово і про Його втілення. У Великий день Воскресіння Христового в даний час Свята Церква не пропонує своїм чадам зображення події Воскресіння, як це можна було б очікувати і як це мало місце в системі читань Святого Євангелія до X століття. В цей день для повчання важливіше благовістити про Того, Хто воскрес: описати Його гідність, запропонувати високе богослів'я про Другу Іпостась. Розповідь про Божественну природу Ісуса Христа і Його явлення світу покликане залучити нашу свідомість до вищого розуміння того, що сталося, наблизити нас до розуміння таємниці Воскресіння: «Слово стало плоттю і перебувало між нами, повне благодаті та істини, і ми бачили славу Його, славу як Єдинородного від Отця». На закінчення першого зачала Свята Церква звіщає про дарування надзвичайних дарів, вилиттям на людину через втілення Сина Божого: «Закон даний через Мойсея, благодать же й істина через Ісуса Христа».
Необхідність свідчення про воскреслого Христа розкривається в зачалі другої Неділі — Неділі про Фому.
Третя неділя після Святої Пасхи — Неділя жінок-мироносиць (Мк. 15: 43 — 16: 8). Євангеліє цього Тижня оповідає про подвиг жінок, що послідували за Господом під час Його земного служіння і колишніми свідками Його страждань, смерті і поховання.
Четверта неділя після Пасхи — Неділя про розслабленого (Ін. 5: 1—15). У євангельському читанні Тижня йдеться про одне з найбільших чудес Господа Ісуса Христа — зцілення розслабленого у овечій купальні в Єрусалимі. Тридцять вісім років ніс він ярмо недуги. Перебуваючи у цілющого джерела, розслаблений не отримував зцілення, так як не мав нікого з ближніх, хто допоміг би йому першим зануритися в воду негайно після збурення її ангелом.
Наступної неділі — неділя про самарянку (Ін. 4: 5-42). У бесіді з самарянкою Господь Ісус Христос сповістив: «Бог є Дух, і тим хто поклоняється Йому, повинні поклонятися в дусі та в правді» (Ін. 4: 24).
Шоста неділя після Пасхи — Неділя про сліпого (Ін. 9: 1-38). Одного разу Господь Ісус Христос побачив сліпого, що просить милостиню. На питання учнів, яке передувало зціленню, хто згрішив, він чи батьки його, Христос відповів: «Ні він не згрішив, ні батьки його, а це для того, щоб відкрилися на ньому діла Божі. Мені належить робити діла Того, Хто послав Мене, доки день є; прийде ніч, коли ніхто робити не зможе» (Ін. 9: 3-4).
Євангельські читання неділь про розслабленого, про самарянку, про сліпого, розвивають христологію зачала першої Неділі, продовжуючи розповідь про святого апостола Фому і святих жінок-мироносиць, духовно зміцнюють віруючих. Неділі ці засновані Святою Церквою, щоб дати віруючим уявлення про суть Воскреслого: воскрес Месія, який зцілював словом розслаблених, сліпонароджених, воскрешав померлих, який приніс воду живу, Месія, вперше відкрив Себе самарянці: «Месія — це Я, який розмовляю з тобою» (Ін. 4: 26).
Перший цикл євангельських недільних літургійних зачал закінчується неділею, іменованої П'ятдесятницею. Читання цієї неділі (Ін. 7: 37 — 52; 8: 12) відкриває всім, хто увірував у Втіленого Сина Божого і пішов за Ним, таємницю про дарування іншого Утішителя (Ін. 14: 16—17) — про благодатне Царство Святого Духа: «Хто спраглий, нехай іде до Мене і п'є. Хто вірує в Мене, у того, як сказано в Писанні, з утроби його потечуть ріки води живої. Це ж сказав Він про Духа, Якого мали прийняти віруючі в ім'я Його» (Ін. 7: 37—39).
Закінчуючи цикл зачал, які містять високе богослів'я про Особу Воскреслого, Свята Церква вказує на свою природу як на скарбницю дарів Святого Духа, як на невичерпне джерело на землі рік води живої для порятунку вознісся людей.

### Другий цикл
Другий цикл недільних літургійних євангельських читань обіймає 32 неділі: від неділі 1-ї після П'ятдесятниці, іменованої неділею Всіх святих, до Великого посту.
Євангеліє від Матфея по седмичних і недільних днях починає читатися від понеділка Святого Духа і продовжується аж до 17 неділі після П'ятдесятниці. Але починаючи з 12 седмиці і до 17 по понеділках, вівторках, середах, четвергах і п'ятницях читається Євангеліє від Марка, а Євангелія від Матфея читається тільки по суботах і неділях. Закінчується читатися Євангеліє від Матфея у п'ятницю після Воздвиження, адже в наступний понеділок читається вже Євангеліє від Луки, а неділя перед Воздвиженням та субота і неділя після Воздвиження випадають з річного кола євангельських зачал, так як в ці дні читаються призначені зачала.
Після Воздвиженської переступки починається читатися з понеділка Євангеліє від Луки. Яке в загальному читається по недільним і седмичним дням. Від 29 неділі після П'ятдисятниці по буднях (крім суботи та неділі) до неділі 32 читаються зачала Євангелія від Марка. Крім цього в цей період читань Євангелій від Луки випадають з річного кола ще такі дні як: неділя святих праотців, неділя святих отців(із суботою), неділя після Різдва Христового (якщо є відступка), неділя перед та після Богоявлення, де також читаються призначені зачала, а рядові відкидаються. В зв'язку з коливанням дати Пасхи є ще Богоявленська відступка, адже період від неділі після Богоявлення до неділя Митаря і фарисея може тривати від 0 до 5 седмиць (4 недільні зачала), де читаються по необхідності зачала 32, 31, 30, 17 неділі після П'ятдесятниці так, щоб зачало 32 неділі (про Закхея) передувало неділі митаря і фарисея.
Розповідаючи в першому великодньому циклі про благодать й істину, що відбулися через Ісуса Христа, Свята Церква в другому циклі проповідує про таємниче значення отриманих благ.
Зачало неділі 2-ї після П'ятдесятниці (Мт. 4: 18—23) присвячено покликанню святих апостолів. Звернення Господа до галілейських рибалок «Ідіть за Мною» є одночасно і Його заклик до кожної людини: слухай все подальше благовіщення та «Іди за Мною».
Починаючи з неділі 3-ї після П'ятдесятниці Свята Церква в читаннях, в допомогу віруючим, які пішли за Христом, розкриває подробиці вчення і служіння Спасителя, яскравіше змальовуючи Його Особу.
З неділі 4-ї до 10-ї після П'ятдесятниці Свята Церква оповідає в євангельських читаннях про чудесні діяння Спасителя. Зачала цих неділь мають на меті показати вірним Божественну силу Ісуса Христа, Якому підкоряється і нежива природа, і «біси коряться нам в ім'я Твоє», як про те з радістю розповідали учні свого Вчителя, повернувшись з проповіді. Зачала мають повчальне значення, вони ніби призначені для навчання слухачів Христових таїн віри: якою вона має бути і з яких джерел виточується.
З неділі 11-ї до 16-ї після П'ятдесятниці літургійні євангельські читання розкривають христологічний сенс деяких притч Господа Ісуса Христа, підносячи вчення Спасителя в цій сильній і вражаючій формі. Свята Церква знову дбайливо звертається до своїх чад — «роду невірного і розбещеного», чути і бачити «стільки чудес, здійснених Ним», як би в останнє попередження майбутнього Божого Суду, — із закликом покаятися.
Євангельське читання 17-ї неділі закликає наслідувати хананеянку, яка явила високий приклад віри, надії, терпіння і смирення. Саме цією неділею закінчується читання недільних зачал Євангелія від Матфея.
З неділі 18-ї до 32-ї після П'ятдесятниці (до підготовчих неділь до Великого Посту) Свята Церква, щоб сильніше закарбувати в свідомості віруючих передане їм в євангельських читаннях від Матфея віровчення, зачалами Євангелія від Луки повторює в основному те ж коло євангельського благовіщення. Починається це коло читань розповіддю про покликання святих апостолів, далі викладається вчення Господа, потім деякі примітні Його діяння та, нарешті, обрані притчі. Читання зачал від Луки, слідуючи порядку вибору євангельських тем, аналогічного читань від Матфея, іноді підсилює деякі частини проповіді Господа або поповнює, в порівнянні з євангелістом Матфеєм, окремі події євангельської історії. Крім того, оскільки цей цикл читань за часом наближає віруючих до Великого посту, він має в своєму посилі приготувати вірних до покаяння.
Закінчується другий період річного кола літургійних євангельських читань неділею 32-ю після П'ятдесятниці, яка називається неділею про Закхея.

### Третій цикл
Третій цикл починається з євангельських читань чотирьох підготовчих неділь до Великого посту: про митаря і фарисея, про блудного сина, м'ясопусної і сиропусної, які розподіляються між євангелістами Матфеєм і Лукою. Безпосередньо передуючи Великому посту, неділі ці присвячені підготовці до гідного проходження великого подвигу. Неділя про митаря і фарисея навчає молитві; неділя про блудного сина вчить покаянню; неділя м'ясопусна нагадує про Страшний суд Божий, та про те, як можна сподобитися благословення Отця Небесного; неділя сиропусна закликає до прощення образ і до збирання скарбів нетлінних.
Читання Євангелія в неділі Великого посту розділені між євангелістами Іоанном і Марком.
Перша неділя Великого посту називається Неділею Торжества Православ'я, над усіма єресями, а зокрема над єрессю іконоборства. Іконоборці, заперечуючи ікони і священні зображення, підривали основний християнський догмат про втілення, тобто, що Син Божий став подібною до нас людиною, а отже, і описуваним. Тому цієї неділі і належить поклоніння Нерукотворного Образа Спасителя.
Друга неділя Великого посту присвячується пам'яті святого Григорія Палами, архієпископа Фессалонікійського († бл. 1360), захисника вчення про нетварне Фаворське світло. Вказавши в попередню неділю на обоження як мету християнського діяння, тепер Свята Церква говорить про його плоди, про преображення людини, коли його сутність освячується Божественним світлом. Не випадково на іконах святих угодників Божих навколо їхньої голови зображується сяйво, чи німб.
Як досягається преображення душі і який шлях веде до нього? Свята Церква каже про це в третю, Хрестопоклонну неділю Святої Чотиридесятниці, виносячи на поклоніння віруючим Чесний Хрест. Про шляхи несення хреста свого і розп'яття на ньому людини з пристрастями і похотями йдеться у Євангелії дня, в словах Спасителя, що потрібно взяти хрест свій і погубити душу свою, щоб отримати життя вічне (Мк. 8: 34 — 9, 1).
У четверту неділю Святої Чотиридесятниці згадується преподобний Іоан Ліствичник (VI ст.), що йшов хресною дорогою очищення своєї душі. В Євангелії дня (Мк. 9: 17—31) розповідається про зцілення Господом Ісусом Христом отрока, що був одержимий духом німим.
Євангельське читання 5-ї неділі Великого посту (Лк. 7: 36—50) полягає в образі грішниці, яка принесла алавастрову посудину з миром намастила ноги Ісуса, і дає приклад такого слізного хрещення. Всією душею відчувши свою нечистоту і негідність перед Спасителем, вона розчулилася серцем, і сльози розчулення, любові і надії нестримно ринули з очей її, обливаючи ноги Спасителя. І поки вона обтирала волоссям ноги Господа, цілувала і намащувала їх пахощами, душа її очистилася і оновилася. І Христос сказав присутнім: «прощаються гріхи її численні за те, що вона полюбила багато, а кому мало прощається, той мало любить». І, звернувшись до неї, сказав: «Віра твоя спасла тебе, іди з миром».
Неділею 6-ю Великого посту, Неділею вербною, закінчуються читання недільних постових літургічних євангельських зачал (Ін. 12: 1—18). Євангеліє цього Тижня розповідає про Вхід Господній в Єрусалим.

## Богослужбове використання апостольських зачал та їхні особливості
Усі зачала йдуть неперервним порядком. Від 1-ї глави Діянь до 13-ї глави Послання до євреїв всього 335 зачал, і відступом від нього служить лише наявність двох (50-го та 51-го) зачал: перші з них відносяться до Діянь апостолів, а другі — до Послання святого апостола Якова. 50-те та 51-ше зачала є останніми у книзі Діянь, а в Посланні святого Якова 50-те та 51-ше зачала — першими. Причина такої нумерації зачал наступна; книга Діянь розділена на 51 зачало, але з них 33-те та 49-те не читаються по ряду, а використовуються за богослужінням в особливі дні року (33 зачало 29 серпня — в день усікновення голови Іоана Предтечі, а 49-те 21 травня — у день пам'яті святого рівноапостольного Костянтина Великого).
Тож, рядових зачал у книзі Діянь без двох, як виявляється, фактично не 51, а 49. І тому наступні рядові зачала в Посланні святого Якова позначені цифрами 50 та 51.
У книзі Діянь є і такі зачала, які читаються у дні особливих святих, але вони ж включені і в число рядових зачал. В Апостолі, так само, як і в Євангелії, уставні читання мають червоні позначки та підстрочники. Окрім розділення Апостола на зачала, в ньому також є особливий поділ на розділи. Перед початком кожного такого розділу стоїть особливий знак (у вигляді медальйону) у середині якого пишеться назва дня седмиці.
Розподіл на зазначені розділи було виконано задля келійного читання та того читання, яке по Уставу повинно бути на Всенічному бдінні після благословення хлібів, коли повинні читатися книга Діянь, Послання та Апокаліпсис. Число таких розділів близьке до числа бдінь у богослужбовому році, назначених Типіконом у 6-ій главі. Всенічних бдінь визначено близько 70, а розділів — 72.
На початку та в кінці Богослужбового апостола розміщені статті, побідні Євангельським, в яких дається ряд вводних свідчень та ін.
Читання богослужбового Апостола відбувається на Літургії, після співу Трисвятого. Звичай читання Святого Письма ввійшов у християнську традицію з синагогальної. Читання Тори і її тлумачення — серце синагогального богослужіння єврейського народу. За висловом Тертуліана: «Збираючись, ми читаємо Святе Письмо, щоб, відповідно до обставин, витягнути з нього науку на майбутнє життя, або якесь використання до сучасного. Святим словом скріплюємо себе у вірі, годуємо надію, скріпляємо наше уповання».
Апостол — це проповідь апостолів. Христос послав їх у світ із місією: «Отже, ідіть, навчайте, всі народи, хрестячи їх в ім'я Отця, і Сина, і Святого Духа, навчаючи їх зберігати все, що я заповідав вам» (Мт. 28: 19—20). У цих читаннях міститься повчання і тлумачення віри християнської: в Кого віруємо, який з цього випливає наслідок і, відповідно, яким повинне бути наставляння. Тут є вирішення різних проблем у житті християнина. Це є цінний досвід, на основі якого слід знайти і дати відповідь в дусі апостольської проповіді на різні виклики часу.
У деякі дні встановлено читати два Апостольських читання та два прокимни. На Літургії не читається більше двох Апостольських читань, двох зачал. Якщо в якийсь день доводиться читати по три апостольських зачала, то вони читаються як два, тобто одне зачало читається «під зачало» з іншим (тобто, між читаннями двох зачал не буває великої зупинки). При читанні двох апостольських зачал зберігається наступний порядок:
1. Спочатку читаються зачала денні, потім — святим: а) у всі дні седмиці, крім суботи; б) в суботи від Тижня митаря та фарисея до Тижня всіх святих; в) у всі недільні дні (крім тижнів перед Воздвиженням та після Воздвиження, тижня після Різдва Христового); г) в дні віддань Богородичних свят спочатку читається рядове зачало, а потім Богородиці.
2. Читається Апостол спочатку святому, а потім рядовий по суботам з Тижня Всіх святих до Тижня митаря та фарисея. Також, в Апостолі зустрічаються зачала, що позначені словом «від полу», тобто від половини.

За читанням Апостола йде читання Євангелія. Уже згадувалося, що воно є символом Ісуса Христа, бо містить Слово Боже, що ним є Син Божий. Читанню Євангелія передує молитва: «Засвіти в серцях наших, чоловіколюбче Владико, нетлінне світло Твого богопізнання і відкрий духовні очі наші, щоб ми зрозуміли Твої євангельські проповідування…». Згідно вчення православної і католицької церкви, через читання і слухання Божого Слова пізнаємо Бога. Тому читання Євангелія на Літургії має за мету запалити у нас це світло богопізнання, адже за пізнанням Господа йде дотримання Його «блаженних заповідей». Щоб богопізнання стало для християн можливим, вони повинні прийняти Боже Слово у своє серце. Прийняття відбувається через причастя Його Слова. Це означає пройнятися цим Словом, щоб воно пронизало ціле наше єство, і втілювати його у своєму житті. Причастя Божого Слова є кульмінацією Літургії оголошених. Христос, відкриваючи себе у Євангелії, проголошує цим «благу вість» — прихід Царства Божого. Слід зауважити, що Ісус поступово відкриває нам тайну Царства: спершу у слові, а пізніше — у причасті Його Тіла і Крові — Євхаристії. Уже згадувалося, що першою ознакою Царства є присутність Бога у «всьому», а Євхаристія — присутність у нас Христа, тому за словами апостола Павла: «Живу вже не я, а живе у мені Христос» (Гал. 2: 20).
Проповідь після прочитання Євангелія є продовженням цього Благовіщення, є її проголошенням, актуалізацією в наше життя. Християни повинні сприймати слова Апостола, Євангелія, проповідь священнослужителя «…не як слово людське, а як воно є справді — як слово Боже, що й діє у вас, віруючих» (І Сол. 2: 13).

## Апакрос
Апракос — різновид Євангелія або Апостола, інакше іменований «Тижневий Євангелієм (Апостолом)» або «Богослужбовим Євангелієм (Апостолом)», в якій текст організований не в природному порядку книг, а календарно, згідно з тижневими церковними читаннями, починаючи зі Святої (пасхальної) неділі. Зокрема, текст євангелій-апракосів починається першою главою Євангелія від Іоана, а не Євангелія від Матфея, як прийнято в звичайних Чотириєвангеліях. Апракосами є багато найдавніших слов'янських євангельських рукописів: Зографське Євангеліє, Остромирове Євангеліє і деякі інші.
У сучасній практиці ані Православної Церкви, ані старообрядницьких церков апракоси не вживаються. Як у богослужбовому Євангелії, так і в Апостолі тексти слідують в природному порядку.
У новітній літературі іноді протиставляються православні та католицькі варіанти подібних книг; при цьому назва «євангеліє-апракос» зберігається за текстами православної традиції, а католицькі книги іменують «євангеліаріями» або «євангелістаріями» (для євангельських текстів) і лекціонаріями (для збірників всіх біблійних читань).
Розглянувши зміст недільних літургійних євангельських зачал стає зрозумілим те, що перші 2 періоди євангельського читання зосередженні на попередній Пасхальній події, і розкривають її суть напротязі всього богослужбового року. А 3 період наближає нас до Світлого Христового Воскресіння, і показує нам те, що без покаяння ми не зможемо побачити Воскреслого Господа Ісуса Христа.